# Odds Ballklubb 2015
Questa voce raccoglie le informazioni riguardanti l'Odds Ballklubb nelle competizioni ufficiali della stagione 2015.

## Stagione
Il 22 giugno 2015, l'UEFA ha effettuato il sorteggio del primo turno di qualificazione all'Europa League 2015-2016, al quale l'Odd avrebbe preso parte: la formazione norvegese avrebbe affrontato i moldavi dello Sheriff Tiraspol. Grazie ad un successo complessivo per 3-0, l'Odd si è qualificato per il secondo turno di qualificazione, in cui avrebbe affrontato lo Shamrock Rovers.
In virtù della vittoria del Rosenborg – già qualificato per la Champions League 2016-2017 – sul Sarpsborg 08 nella finale del Norgesmesterskapet 2015, l'Odd si è qualificato all'Europa League 2016-2017 nonostante il 4º posto finale in campionato non ne avrebbe consentito l'accesso.
I calciatori più utilizzati in stagione sono stati Sondre Rossbach e Bentley, entrambi a quota 42 presenze tra tutte le competizioni. Olivier Occéan è stato invece il miglior marcatore a quota 20 reti, sempre tra tutte le competizioni.

## Maglie e sponsor
Lo sponsor tecnico per la stagione 2015 è stato Warrior Sports, mentre lo sponsor ufficiale è stato Skagerak. La divisa casalinga fu composta da una maglietta bianca con inserti neri, pantaloncini neri e calzettoni bianchi. Quella da trasferta prevedeva invece una maglietta nera, pantaloncini bianchi e calzettoni neri.
| Casa | Trasferta |

## Rosa
| N. |                     | Ruolo | Calciatore           |
| -- | ------------------- | ----- | -------------------- |
| 1  | Norvegia (bandiera) | P     | Sondre Rossbach      |
| 2  | Norvegia (bandiera) | D     | Espen Ruud           |
| 3  | Norvegia (bandiera) | C     | Ardian Gashi         |
| 4  | Norvegia (bandiera) | D     | Vegard Bergan        |
| 5  | Norvegia (bandiera) | D     | Thomas Grøgaard      |
| 6  | Norvegia (bandiera) | C     | Oliver Berg          |
| 7  | Norvegia (bandiera) | A     | Ole Jørgen Halvorsen |
| 8  | Norvegia (bandiera) | C     | Jone Samuelsen       |
| 9  | Senegal (bandiera)  | A     | Pape Paté Diouf      |
| 10 | Canada (bandiera)   | A     | Olivier Occéan       |
| 11 | Norvegia (bandiera) | A     | Frode Johnsen        |
| 12 | Norvegia (bandiera) | A     | Ulrik Flo            |
| 14 | Norvegia (bandiera) | C     | Fredrik Nordkvelle   |
| 15 | Norvegia (bandiera) | A     | Rafik Zekhnini       |
| 16 | Norvegia (bandiera) | C     | Jonathan Lindseth    |
| 17 | Norvegia (bandiera) | A     | Eric Kitolano        |

| N. |                      | Ruolo | Calciatore              |
| -- | -------------------- | ----- | ----------------------- |
| 18 | Finlandia (bandiera) | D     | Jarkko Hurme            |
| 19 | Norvegia (bandiera)  | D     | Emil Jonassen           |
| 20 | Norvegia (bandiera)  | C     | Fredrik Oldrup Jensen   |
| 21 | Norvegia (bandiera)  | D     | Steffen Hagen           |
| 22 | Norvegia (bandiera)  | C     | Håvard Storbæk          |
| 23 | Norvegia (bandiera)  | D     | Lars-Kristian Eriksen   |
| 24 | Norvegia (bandiera)  | P     | Viljar Myhra            |
| 25 | Norvegia (bandiera)  | A     | Mathias Fredriksen      |
| 26 | Nigeria (bandiera)   | A     | Bentley                 |
| 27 | Norvegia (bandiera)  | D     | Kevin Jablinski         |
| 28 | Norvegia (bandiera)  | D     | Alexander Betten Hansen |
| 29 | Norvegia (bandiera)  | C     | Markus Kaasa            |
| 30 | Norvegia (bandiera)  | C     | Tobias Lauritsen        |
| 32 | Norvegia (bandiera)  | P     | Jan Terje Haugen        |
| 38 | Norvegia (bandiera)  | D     | John Kitolano           |

## Calciomercato

### Sessione invernale(dal 01/01 al 31/03)
| Arrivi | Arrivi         | Arrivi                | Arrivi     |
| R.     | Nome           | da                    | Modalità   |
| ------ | -------------- | --------------------- | ---------- |
| D      | Espen Ruud     | Odense                | definitivo |
| C      | Oliver Berg    | Raufoss               | definitivo |
| A      | Olivier Occéan | Eintracht Francoforte | prestito   |

| Partenze | Partenze                 | Partenze    | Partenze   |
| R.       | Nome                     | a           | Modalità   |
| -------- | ------------------------ | ----------- | ---------- |
| P        | André Hansen             | Rosenborg   | definitivo |
| C        | Christer Kleiven         |             | svincolato |
| C        | Snorre Krogsgård         |             | svincolato |
| C        | Herolind Shala           |             | svincolato |
| A        | Henrik Kjelsrud Johansen | Fredrikstad | prestito   |

### Sessione estiva(dal 22/07 al 18/08)
| Arrivi | Arrivi          | Arrivi  | Arrivi     |
| R.     | Nome            | da      | Modalità   |
| ------ | --------------- | ------- | ---------- |
| A      | Pape Paté Diouf | Molde   | prestito   |
| A      | Ulrik Flo       | Sogndal | definitivo |

| Partenze | Partenze        | Partenze    | Partenze |
| R.       | Nome            | a           | Modalità |
| -------- | --------------- | ----------- | -------- |
| D        | Kevin Jablinski | Fram Larvik | prestito |

## Risultati

### Eliteserien

#### Girone di andata
| Arbitro: | Hagen (Grue) |

|                 |           |                           |
| Elyounoussi 89’ | Marcatori | 54’ Johnsen 90’ Halvorsen |

| Arbitro: | Døvle (Larvik) |

|                                 |           |  |
| Ruud 63’ (rig.) Næss 75’ (aut.) | Marcatori |  |

| Arbitro: | Kjensli (Oslo) |

|                      |           |                                                    |
| Olsen 35’ Ndiaye 41’ | Marcatori | 10’ Johnsen 38’ Hagen 71’ Nordkvelle 82’ Halvorsen |

| Arbitro: | Hansen (Feda) |

|               |           |                                  |
| Ruud 30’, 40’ | Marcatori | 60’ Semb Aasmundsen 90’ Kapidžić |

| Arbitro: | Hobber Nilsen (Oslo) |

|                            |           |  |
| Thømt Jensen 20’ Askar 34’ | Marcatori |  |

| Arbitro: | Moen (Haugesund) |

|             |           |                              |
| Bentley 27’ | Marcatori | 10’ Helland 82’ (rig.) Riski |

| Arbitro: | Edvartsen (Hamar) |

|               |           |            |
| de Lanlay 53’ | Marcatori | 15’ Occéan |

| Arbitro: | Hobber Nilsen (Oslo) |

|                           |           |  |
| Samuelsen 42’ Bentley 62’ | Marcatori |  |

| Skien 16 maggio 2015, ore 18:00 9ª giornata | Odd           | 0 – 0 referto | Haugesund | Skagerak Arena (9.054 spett.)\| Arbitro: \| Hansen (Feda) \| |
| Arbitro:                                    | Hansen (Feda) |               |           |                                                              |

| Arbitro: | Hagen (Grue) |

|                          |           |                     |
| Johansen 3’ Andersen 41’ | Marcatori | 7’ Bentley 58’ Ruud |

| Arbitro: | Døvle (Larvik) |

|            |           |           |
| Occéan 19’ | Marcatori | 78’ Björk |

| Arbitro: | Hafsås (Trondheim) |

|  |           |            |
|  | Marcatori | 54’ Occéan |

| Arbitro: | Kjensli (Oslo) |

|                                             |           |                                                   |
| Occéan 33’ (rig.) Eriksen 35’ Samuelsen 42’ | Marcatori | 39’ Børufsen 73’ Vilhjálmsson 89’ (rig.) Salvesen |

| Arbitro: | Hagen (Grue) |

|                   |           |            |
| Fofana 52’ (rig.) | Marcatori | 36’ Occéan |

| Arbitro: | Hagen (Grue) |

|            |           |                   |
| Occéan 54’ | Marcatori | 22’, 85’ Ómarsson |

#### Girone di ritorno
| Arbitro: | Hobber Nilsen (Oslo) |

|                                      |           |  |
| Selnæs 41’ Helland 50’ Søderlund 71’ | Marcatori |  |

| Arbitro: | Lundby (Bøverbru) |

|                                        |           |                            |
| Nordkvelle 23’ Occéan 44’ Zekhnini 90’ | Marcatori | 31’ Andersen 83’ Moldskred |

| Arbitro: | Hansen (Feda) |

|                                  |           |                                                                                 |
| Midtgarden 42’ Kapidžić 58’, 88’ | Marcatori | 15’ Oldrup Jensen 23’ (aut.) Arneberg 25’ Occéan 68’ Bentley 70’, 90’ Halvorsen |

| Arbitro: | Hagen (Grue) |

|                               |           |                            |
| Bentley 57’ Occéan 74’ (rig.) | Marcatori | 14’ Elyounoussi 37’ Toivio |

| Arbitro: | Lundby (Bøverbru) |

|  |           |                                                         |
|  | Marcatori | 1’ Zekhnini 12’ Bentley 35’ (rig.) Occéan 85’ Halvorsen |

| Arbitro: | Edvartsen (Hamar) |

|                |           |  |
| Nordkvelle 33’ | Marcatori |  |

| Arbitro: | Johnsen (Tønsberg) |

|           |           |                               |
| Kassi 84’ | Marcatori | 11’ Bentley 34’ (rig.) Occéan |

| Arbitro: | Hobber Nilsen (Oslo) |

|                                  |           |           |
| Occéan 53’ (rig.) Nordkvelle 78’ | Marcatori | 86’ Tønne |

| Arbitro: | Kjensli (Oslo) |

|           |           |                                  |
| James 23’ | Marcatori | 34’, 54’ Diouf 81’ Oldrup Jensen |

| Arbitro: | Rafiq (Oslo) |

|           |           |             |
| Diouf 13’ | Marcatori | 90’ Ugwuadu |

| Arbitro: | Skjerven (Kaupanger) |

|              |           |                           |
| Diédhiou 69’ | Marcatori | 33’ Nordkvelle 88’ Occéan |

| Arbitro: | Moen (Haugesund) |

|                         |           |           |
| Pedersen 33’ Fossum 40’ | Marcatori | 86’ Diouf |

| Arbitro: | Skjerven (Kaupanger) |

|                                         |           |                          |
| Samuelsen 19’, 90’ Diouf 56’ Occéan 87’ | Marcatori | 17’, 62’ Morer 86’ Mendy |

| Arbitro: | Hafsås (Trondheim) |

|                       |           |                            |
| Hallberg 1’ Brown 24’ | Marcatori | 62’ Nordkvelle 85’ Storbæk |

| Arbitro: | Kjensli (Oslo) |

|                                                 |           |  |
| Bentley 16’ Occéan 54’ Nordkvelle 57’, 81’, 88’ | Marcatori |  |

### Norgesmesterskapet
| Arbitro: | Fjellvang |

|  |           | |
|  | Marcatori | 13’ Jonassen 24’, 40’, 69’, 87’ Lindseth 27’ Zekhnini 33’ Johnsen 42’, 90’ Fredriksen 59’ Lauritsen 67’ Berg 74’ Ruud 89’ Storbæk |

| Arbitro: | Frydenlund |

|            |           |                                            |
| Bojang 42’ | Marcatori | 13’, 89’ Johnsen 27’ Jonassen 90’ Lindseth |

| Arbitro: | Kjensli (Oslo) |

|                       |           |                                          |
| Repstad 27’ Jones 58’ | Marcatori | 5’ Bentley 36’ Johnsen 61’ Ruud 75’ Berg |

| Arbitro: | Lundby (Bøverbru) |

|                                        |           |  |
| Storbæk 4’, 51’ Johnsen 62’ Occéan 87’ | Marcatori |  |

| Arbitro: | Johnsen (Tønsberg) |

|                    |           |                    |
| Mortensen 14’, 47’ | Marcatori | 6’ (aut.) Trondsen |

### Europa League
| Arbitro: | Krastev |

|  |           |                                  |
|  | Marcatori | 2’ Bentley 11’ Johnsen 28’ Hagen |

| Skien 9 luglio 2015, ore 19:00 Primo turno di qualificazione Ritorno | Odd        | 0 – 0 referto | Sheriff Tiraspol | Skagerak Arena\| Arbitro: \| Jakimovski \| |
| Arbitro:                                                             | Jakimovski |               |                  |                                            |

| Arbitro: | Bieri |

|  |           |                        |
|  | Marcatori | 53’ (rig.), 67’ Occéan |

| Arbitro: | Avram |

|                         |           |             |
| Halvorsen 72’ Hagen 86’ | Marcatori | 90’ Brennan |

| Arbitro: | Valjić |

|                           |           |                   |
| Prodell 43’ Lundevall 76’ | Marcatori | 21’ (rig.) Occéan |

| Arbitro: | Ivanov |

|                        |           |  |
| Occéan 27’ Bentley 71’ | Marcatori |  |

| Arbitro: | de Sousa |

|                                      |           |                                               |
| Samuelsen 1’ Nordkvelle 20’ Ruud 22’ | Marcatori | 34’, 76’ Aubameyang 47’ Kagawa 85’ Mxit'aryan |

| Arbitro: | Aranovskiy |

|                                                                |           |                        |
| Mxit'aryan 25’ Reus 27’, 32’, 57’ Kagawa 40’, 90’ Gündoğan 51’ | Marcatori | 19’ Halvorsen 64’ Berg |

## Statistiche

### Statistiche di squadra
| Competizione       | Punti | In casa | In casa | In casa | In casa | In casa | In casa | In trasferta | In trasferta | In trasferta | In trasferta | In trasferta | In trasferta | Totale | Totale | Totale | Totale | Totale | Totale | DR  |
| Competizione       | Punti | G       | V       | N       | P       | Gf      | Gs      | G            | V            | N            | P            | Gf           | Gs           | G      | V      | N      | P      | Gf     | Gs     | DR  |
| ------------------ | ----- | ------- | ------- | ------- | ------- | ------- | ------- | ------------ | ------------ | ------------ | ------------ | ------------ | ------------ | ------ | ------ | ------ | ------ | ------ | ------ | --- |
| Eliteserien        | 55    | 15      | 7       | 6       | 2       | 30      | 19      | 15           | 8            | 4            | 3            | 31           | 22           | 30     | 15     | 10     | 5      | 61     | 41     | +20 |
| Norgesmesterskapet | -     | 1       | 1       | 0       | 0       | 4       | 0       | 4            | 3            | 0            | 1            | 22           | 5            | 5      | 4      | 0      | 1      | 26     | 5      | +21 |
| Europa League      | -     | 4       | 2       | 1       | 1       | 7       | 5       | 4            | 2            | 0            | 2            | 8            | 9            | 8      | 4      | 1      | 3      | 15     | 14     | +1  |
| Totale             | -     | 20      | 10      | 7       | 3       | 41      | 24      | 23           | 13           | 4            | 6            | 61           | 36           | 43     | 23     | 11     | 9      | 102    | 60     | +42 |

### Statistiche dei giocatori
| Giocatore        | Eliteserien | Eliteserien | Eliteserien | Eliteserien | Norgesmesterskapet | Norgesmesterskapet | Norgesmesterskapet | Norgesmesterskapet | Europa League | Europa League | Europa League | Europa League | Altre coppe | Altre coppe | Altre coppe | Altre coppe | Totale   | Totale | Totale      | Totale     |
| Giocatore        | Presenze    | Reti        | Ammonizioni | Espulsioni  | Presenze           | Reti               | Ammonizioni        | Espulsioni         | Presenze      | Reti          | Ammonizioni   | Espulsioni    | Presenze    | Reti        | Ammonizioni | Espulsioni  | Presenze | Reti   | Ammonizioni | Espulsioni |
| ---------------- | ----------- | ----------- | ----------- | ----------- | ------------------ | ------------------ | ------------------ | ------------------ | ------------- | ------------- | ------------- | ------------- | ----------- | ----------- | ----------- | ----------- | -------- | ------ | ----------- | ---------- |
| Bentley          | 30          | 8           | 0           | 0           | 4                  | 1                  | 1                  | 0                  | 8             | 2             | 1             | 0             |             |             |             |             | 42       | 11     | 2           | 0          |
| O. Berg          | 19          | 0           | 0           | 0           | 4                  | 2                  | 0                  | 0                  | 7             | 1             | 2             | 0             |             |             |             |             | 30       | 3      | 2           | 0          |
| V. Bergan        | 6           | 0           | 0           | 0           | 4                  | 0                  | 0                  | 0                  | 5             | 0             | 0             | 0             |             |             |             |             | 15       | 0      | 0           | 0          |
| A. Betten Hansen | 0           | 0           | 0           | 0           | 0                  | 0                  | 0                  | 0                  | 0             | 0             | 0             | 0             |             |             |             |             | 0        | 0      | 0           | 0          |
| P. Diouf         | 10          | 5           | 0           | 0           | 0                  | 0                  | 0                  | 0                  | 2             | 0             | 0             | 0             |             |             |             |             | 12       | 5      | 0           | 0          |
| L. Eriksen       | 26          | 1           | 0           | 0           | 3                  | 0                  | 0                  | 0                  | 5             | 0             | 0             | 0             |             |             |             |             | 34       | 1      | 0           | 0          |
| U. Flo           | 3           | 0           | 0           | 0           | 0                  | 0                  | 0                  | 0                  | 2             | 0             | 0             | 0             |             |             |             |             | 5        | 0      | 0           | 0          |
| M. Fredriksen    | 5           | 0           | 0           | 0           | 3                  | 2                  | 0                  | 0                  | 0             | 0             | 0             | 0             |             |             |             |             | 8        | 2      | 0           | 0          |
| A. Gashi         | 16          | 0           | 2           | 1           | 3                  | 1                  | 1                  | 0                  | 6             | 0             | 1             | 0             |             |             |             |             | 25       | 1      | 4           | 1          |
| T. Grøgaard      | 27          | 0           | 1           | 0           | 3                  | 0                  | 0                  | 0                  | 6             | 0             | 0             | 0             |             |             |             |             | 36       | 0      | 1           | 0          |
| S. Hagen         | 29          | 1           | 2           | 0           | 4                  | 0                  | 0                  | 0                  | 8             | 2             | 0             | 0             |             |             |             |             | 41       | 3      | 2           | 0          |
| O. Halvorsen     | 24          | 5           | 0           | 0           | 3                  | 0                  | 0                  | 0                  | 8             | 2             | 0             | 0             |             |             |             |             | 35       | 7      | 0           | 0          |
| J. Haugen        | 0           | -0          | 0           | 0           | 0                  | -0                 | 0                  | 0                  | 0             | -0            | 0             | 0             |             |             |             |             | 0        | 0      | 0           | 0          |
| J. Hurme         | 2           | 0           | 0           | 0           | 2                  | 0                  | 0                  | 0                  | 1             | 0             | 0             | 0             |             |             |             |             | 5        | 0      | 0           | 0          |
| K. Jablinski     | 0           | 0           | 0           | 0           | 0                  | 0                  | 0                  | 0                  | 0             | 0             | 0             | 0             |             |             |             |             | 0        | 0      | 0           | 0          |
| F. Johnsen       | 9           | 2           | 0           | 0           | 4                  | 5                  | 1                  | 0                  | 1             | 1             | 0             | 0             |             |             |             |             | 14       | 8      | 1           | 0          |
| E. Jonassen      | 8           | 0           | 1           | 0           | 4                  | 2                  | 1                  | 0                  | 3             | 0             | 0             | 0             |             |             |             |             | 15       | 2      | 2           | 0          |
| M. Kaasa         | 0           | 0           | 0           | 0           | 0                  | 0                  | 0                  | 0                  | 0             | 0             | 0             | 0             |             |             |             |             | 0        | 0      | 0           | 0          |
| E. Kitolano      | 0           | 0           | 0           | 0           | 0                  | 0                  | 0                  | 0                  | 0             | 0             | 0             | 0             |             |             |             |             | 0        | 0      | 0           | 0          |
| J. Kitolano      | 0           | 0           | 0           | 0           | 0                  | 0                  | 0                  | 0                  | 0             | 0             | 0             | 0             |             |             |             |             | 0        | 0      | 0           | 0          |
| T. Lauritsen     | 0           | 0           | 0           | 0           | 1                  | 1                  | 0                  | 0                  | 0             | 0             | 0             | 0             |             |             |             |             | 1        | 1      | 0           | 0          |
| J. Lindseth      | 0           | 0           | 0           | 0           | 3                  | 5                  | 0                  | 0                  | 0             | 0             | 0             | 0             |             |             |             |             | 3        | 5      | 0           | 0          |
| V. Myhra         | 0           | -0          | 0           | 0           | 1                  | -0                 | 0                  | 0                  | 0             | -0            | 0             | 0             |             |             |             |             | 1        | 0      | 0           | 0          |
| F. Nordkvelle    | 24          | 9           | 2           | 0           | 1                  | 0                  | 0                  | 0                  | 6             | 1             | 1             | 0             |             |             |             |             | 31       | 10     | 3           | 0          |
| O. Occéan        | 27          | 15          | 4           | 0           | 2                  | 1                  | 1                  | 0                  | 8             | 4             | 2             | 0             |             |             |             |             | 37       | 20     | 7           | 0          |
| F. Oldrup Jensen | 23          | 2           | 3           | 0           | 3                  | 0                  | 0                  | 0                  | 5             | 0             | 1             | 0             |             |             |             |             | 31       | 2      | 4           | 0          |
| S. Rossbach      | 30          | -41         | 0           | 0           | 4                  | -5                 | 0                  | 0                  | 8             | -14           | 0             | 0             |             |             |             |             | 42       | -60    | 0           | 0          |
| E. Ruud          | 28          | 4           | 5           | 0           | 4                  | 1                  | 0                  | 0                  | 7             | 1             | 1             | 0             |             |             |             |             | 39       | 6      | 6           | 0          |
| J. Samuelsen     | 27          | 4           | 3           | 0           | 3                  | 0                  | 2                  | 0                  | 7             | 1             | 1             | 0             |             |             |             |             | 37       | 5      | 6           | 0          |
| H. Storbæk       | 26          | 1           | 1           | 0           | 5                  | 3                  | 1                  | 0                  | 3             | 0             | 1             | 0             |             |             |             |             | 34       | 4      | 3           | 0          |
| R. Zekhnini      | 11          | 2           | 0           | 0           | 2                  | 1                  | 0                  | 0                  | 4             | 0             | 0             | 0             |             |             |             |             | 17       | 3      | 0           | 0          |